# Frasinu (okręg Giurgiu)
Frasinu – wieś w Rumunii, w okręgu Giurgiu, w gminie Băneasa. W 2011 roku liczyła 521 mieszkańców.